# Callilitha boharti
Callilitha boharti is een vlinder uit de familie van de grasmotten (Crambidae). De wetenschappelijke naam van de soort is voor het eerst gepubliceerd in 1959 door Eugene Gordon Munroe. 
De soort komt voor op de Solomoneilanden.